# Jasenovik (Novo Brdo)
Pour l’article homonyme, voir Jasenovik.
Jasenovik en serbe latin et Jasenovik en albanais (en serbe cyrillique : Јасеновик) est une localité du Kosovo située dans la commune/municipalité de Novobërdë/Novo Brdo, district de Pristina (Kosovo) ou district de Kosovo-Pomoravlje (Serbie). Selon le recensement kosovar de 2011, elle compte 210 habitants.

## Histoire
Dans le village se trouvent un moulin et une fontaine, inscrits sur la liste des monuments culturels du Kosovo.

## Démographie

### Évolution historique de la population dans la localité
| 1948 | 1953 | 1961 | 1971 | 1981 | 1991 | 2011 |
| ---- | ---- | ---- | ---- | ---- | ---- | ---- |
| 510  | 576  | 596  | 579  | 421  | 309  | 210  |

|  |

### Répartition de la population par nationalités (2011)
En 2011, les Serbes représentaient 71,43 % de la population et les Albanais 28,57 %.